# Diego Cháfer
Diego Cháfer, né le 30 août 1913 à Valence et mort le 2 septembre 2007 dans sa ville natale, est un  coureur cycliste espagnol.

## Biographie
Professionnel de 1935 à 1946, Diego Cháfer a notamment remporté une étape du Tour de Catalogne en 1939. Il a également terminé deuxième du Tour d'Espagne en 1942.

## Palmarès et résultats

### Palmarès par année
- 1936
  - 3e de Jaca-Barcelone
- 1939
  - 4e étape du Tour de Catalogne (contre-la-montre)
  - 2e du Tour de Catalogne
- 1940
  - Circuito Ribera de Jalón
  - 2e du championnat d'Espagne sur route
  - 2e du Tour du Levant
  - 3e de Madrid-Valence
- 1942
  - 1re étape du Tour de Catalogne (contre-la-montre par équipes)
  - 2e du Tour d'Espagne
  - 3e du championnat d'Espagne sur route
  - 3e du Tour de Catalogne
  - 3e du Tour du Levant
- 1943
  - 2e étape du Tour du Levant
  - 2e de Madrid-Valence
- 1945
  - 7e du Tour d'Espagne

### Résultats sur le Tour d'Espagne
3 participations
- 1941 : abandon (5e étape[1])
- 1942 : 2e
- 1945 : 7e